# Mikropódium
A Mikropódium családi bábszínházat 1995-ben alapította Egerben Lénárt András, Hevesi Sándor-díjas.
Egy különleges bábszínház jelent meg a magyar színházi-bábszínházi palettán. Erre a kicsi színházra leginkább jellemző különlegesen apró mérete. Mind a színpad, mind a bábok parányiak, egy egész előadás elfér egy kis bőröndben. Mégis, amikor megnyílik ez a kis bőrönd, valóságos csodára számíthat a közönség. Az életszerűen mozgó bábok szöveg nélkül mesélnek történeteket, érzéseket, hangulatot. Kívülről nézve tehát minden parányi, de a hatás, amely az előadások elérnek nagyon nagy, a nézők eddig még eddig nem tapasztalt élményt kapnak a piciny báboktól, és valószínűleg sokáig megőrzik ennek a varázslatos bábszínháznak az emlékét. Valóságos varázslat a nézők szeme előtt megjelenő játék, bűvészi hasonlattal élve „mikromágia”. A közvetlenül közelről látható mozgás, mozgatás és az előadások finomsága, érzékenysége okoz felejthetetlen élményt a közönségnek. A hazai játékok mellett ezek az előadások 1997-től nemzetközi turnékon vesznek részt, eddig (2015-ig) több mint 280 nemzetközi fesztivál látta vendégül a parányi bábszínházat. A felnőtt- és gyermekközönség megismerhette ezeket az előadásokat Európa valamennyi országában, az Egyesült Államokban, Kanadában, Mexikóban, Brazíliában, de éppúgy Japánban, Koreában, Hong-Kongban, Kínában, Taiwanon.  Mindenhol nagy volt a siker, számos szakmai és közönségdíjat kaptak a Mikropódium Családi Bábszínház előadásai.
2015-ben a STOP című előadást az Egri Települési Értéktár városi értékként befogadta.

## Külső információk
- http://www.mikropodium.com www.mikropodium.com
- http://mikropodium.com/magy/mfests.htm Azoknak a fesztiváloknak a listája, ahol a STOP előadást látták